# Quiévrechain
Quiévrechain é uma comuna francesa na região administrativa de Altos da França, no departamento do Norte. Estende-se por uma área de 4.71 km². Em 2010 a comuna tinha 6 387 habitantes (densidade: 1 356,1 hab./km²).